# Tipula marioni
Espèce
Tipula marioni est une espèce fossile d'insectes diptères de la famille des Tipulidae, de la sous-famille des Tipulinae et du genre Tipula.

## Classification
Elle est décrite en 1937 par le paléontologue français Nicolas Théobald (1903-1981) dans sa thèse,. 

### Fossiles
L'holotypes C48 ♀ de l'ère Cénozoïque, et des époques Éocène et Oligocène (38 à 28,1 Ma.) fait partie de la collection du muséum d'histoire naturelle de Marseille, et vient de la formation de Célas dans le Gard. Cet holotype est complété par deux échantillons R157 et 784 de la collection Mieg déposée au musée de Bâle et venant des marnes en plaquettes du Sannoisien moyen de la localité de Kleinkems (ou Kleinkembs) de la commune d'Efringen-Kirchen en pays de Bade, en Allemagne, juste à côté de la frontière franco-allemande du Rhin, au sud-est de l'Alsace.

### Étymologie
L'épithète spécifique marioni est un hommage à Antoine-Fortuné Marion (1846-1900), naturaliste provençal, qui a notamment découvert une carrière de gypse et des fossiles dans la banlieue d'Aix, dès l'âge de treize ans.

## Description

### Caractères
La diagnose de Nicolas Théobald en 1937, : 

« Insecte noirâtre, de taille moyenne, aux ailes claires. Tête nettement séparée du corps par un cou étroit ; deux yeux de forme arrondie, faisant saillie sur les côtés de la tête, facettes encore visibles ; espace interoculaire moins large qu'un œil ; vertex court; front allongé en museau ( ou trompe ) ; antennes pluriarticulées, scape court, flagellum formé d'articles allongés; extrémité du museau légèrement aplatie ; palpes de 4 articles, le dernier aussi long que les trois autres réunis (v. fig.)
Thorax ovalaire. Abdomen cylindrique, prolongé par une tarière (♀). Pattes grêles et longues, finement velues. Ailes bien conservées, teinte claire, nervation facile à déchiffrer; C va presque jusqu'au bord de l'aile; Sc se termine dans R, qui à son tour se termine près du quart externe; Rs bifurqué (R2, R3 et 4) avec Praefurca longue; médiane ramifiée en 4 branches (M1 à M4) formant une cellule discoïdale (d), la 2° cellule postérieure est pétiolée; Cu simple; deux anales; nervures transversales médio-radiale et médio-cubitale; pterostigma effacé. le thorax et l'abdomen sont en partie couverts d'un grand nombre de corpuscules brun-noir, de forme ovale (0,9 mm. sur 0,35 mm.) à disposition irrégulière, parfois alignés ; ils représentent sans doute les œufs.. »

### Dimensions
La longueur totale est de 23 mm, la tête a une longueur de 2,5 mm et une largeur de 2 mm, le thorax aune longueur de 4,5 mm, l'abdomen a une longueur de 16 mm, les ailes une longueur de 20 mm et une largeur de 1,5 mm.

### Affinités
« L'échantillon présente très nettement les caractères du g. Tipula; il doit être rangé dans le groupe des Tipules à ailes unicolores.
Le nombre d'espèces actuelles est tellement considérable que nous n'avons pas pu établir les affinités avec la faune actuelle.
A l'état fossile on en connaît aussi un très grand nombre (Cf S. H. Scudder Tertiary Tipulidae, with special reference to those of Florissant, Colorado. Proc. Amer. Philos. Soc. 1894, vol XXXII, pl 1-9). Les formes les plus voisines se retrouvent à Kleikembs, où il existe une espèce probablement identique à celle-ci. ».

## Biologie
« Les Tipules vivent dans les prairies, les marais, les bois humides. Un minimum d'humidité du sol est nécessaire au développement des larves. Ce genre est universellement répandu.. »

## Galerie
- autres images de Tipula marioni en 1937 selon N. Th.
- Tipula marioni 1937 Nicolas Théobald holotype éch. C48 x1,5; p144 pl. XI Insectes du Sannoisien du Gard - détail de la tête
- Tipula marioni 1937 Nicolas Théobald éch. R157 x1,3; p239 pl. XVIII Diptères du Sannoisien de Kleinkembs

Quatre autres espèces fossiles de Tipula en 1937 selon N. Th.
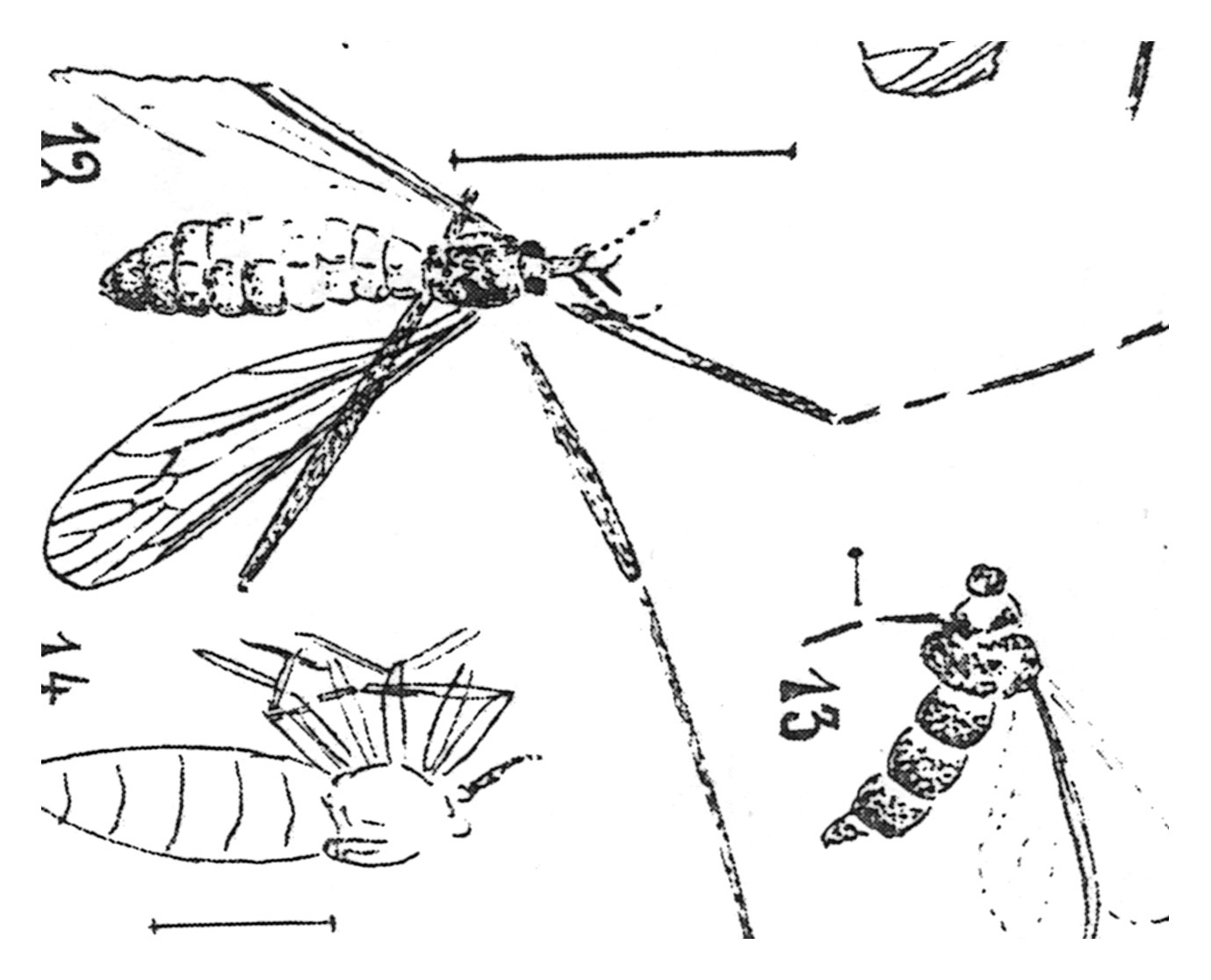
Tipula indura : fig 12 selon Nicolas Théobald 1937  holotype éch. C49 fig 12; p145 pl. XI Insectes du Sannoisien du Gard
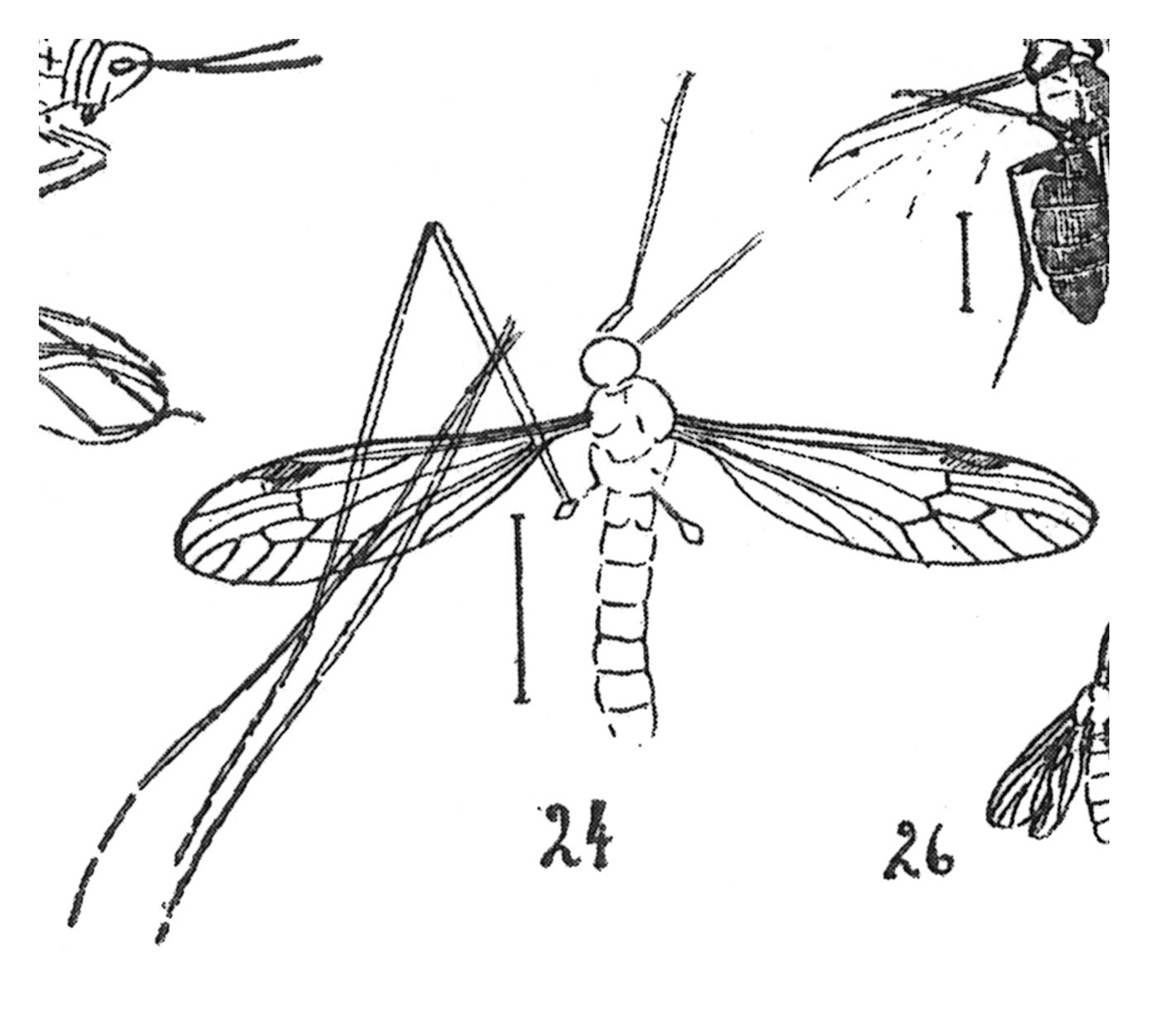
Tipula inflexa 1937 Nicolas Théobald holotype éch. Inst. Géol. Clermont-Ferrand x2; p.343 pl. XX, Insectes d'Aix 19-26
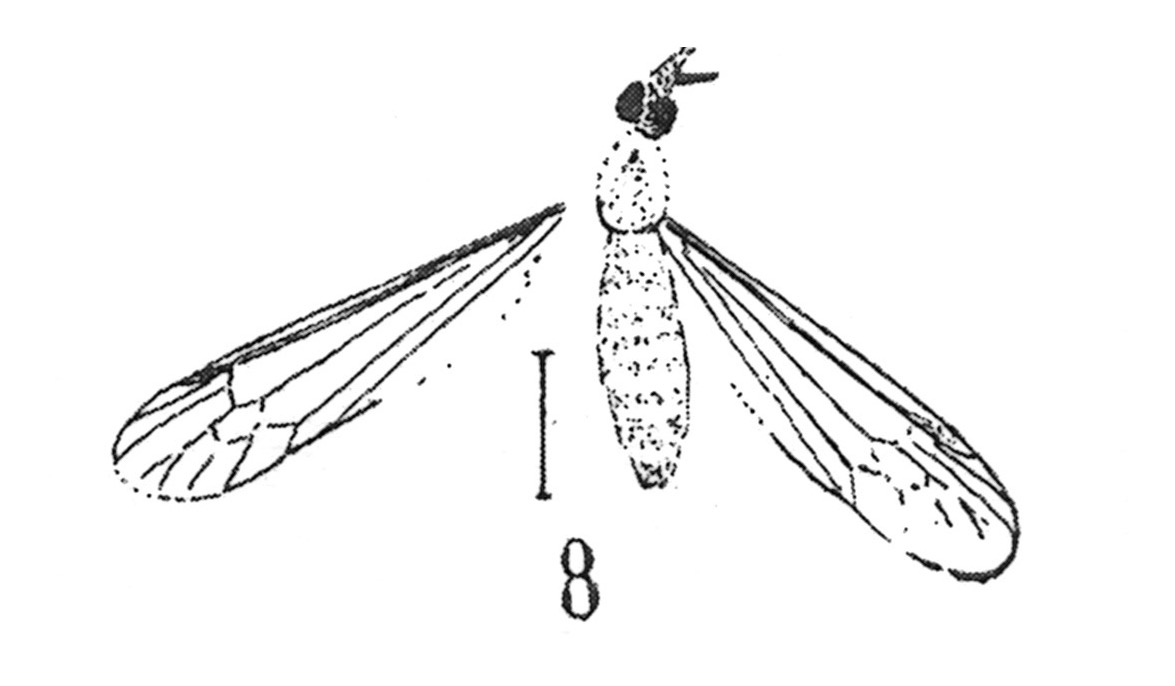
Aile de Tipula miegi 1937 Nicolas Théobald holotype éch. R974 x4,5; p238 pl. XVIII Diptères du Sannoisien de Kleinkembs
- Tipula miegi 1937 Nicolas Théobald éch R163 x1,3; p238 pl. XVIII Diptères du Sannoisien de Kleinkembs
- Tipula minima N. Théobald 1937 holotype éch. R1018 x 3; p.237 Diptères du Sannoisien de Kleinkembs

- Larve.
- Tête de Tipulidae.

### Publication originale
- [1937] Nicolas Théobald, « Les insectes fossiles des terrains oligocènes de France 473 p., 17 fig., 7 cartes,13 tables, 29 planches hors texte », Bulletin Mensuel de la Société des Sciences de Nancy et Mémoires de la Société des sciences de Nancy, Imprimerie G. Thomas,‎ 1937, p. 1-473 (ISSN 1155-1119 et 2263-6439, OCLC 786027547). .